# Tayloria ulei
Tayloria ulei là một loài rêu trong họ Splachnaceae. Loài này được Müll. Hal. ex Broth. mô tả khoa học đầu tiên năm 1895.